# マルグリット2世 (フランドル女伯)

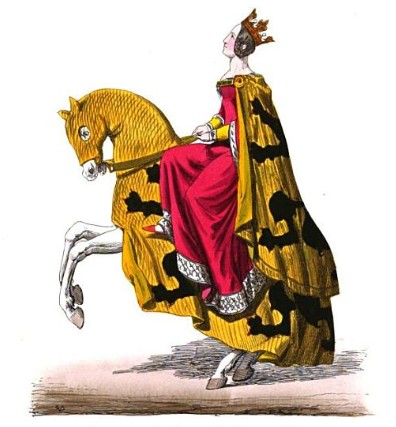
マルグリット2世

マルグリット2世（Marguerite II, 1202年6月2日 - 1280年2月10日）は、フランドル女伯（在位：1244年 - 1247年、1251年 - 1278年）、エノー女伯（1世、在位：1244年 - 1246年、1257年 - 1280年）。父はラテン皇帝にも即位したボードゥアン1世、母はシャンパーニュ伯アンリ1世の娘マリー。姉にフランドル女伯兼エノー女伯ジャンヌがいる。

## 生涯
1202年に父が第4回十字軍に参加、出発した後に生まれた。姉ジャンヌと共に母の後見を受け、1204年の母の死後は叔父のナミュール伯フィリップ、次いでフランス王フィリップ2世が後見人となった。なお、父は1205年にブルガリア皇帝カロヤン＝ヨハニッツァに敗れて獄死、もう1人の叔父アンリ（フィリップの弟）が次のラテン皇帝に即位している（フランドルとエノーはジャンヌが相続）。
1212年にアヴェーヌ領主ブシャール4世と結婚、ジャンを始め3人の子を産んだが、ローマ教皇から婚姻の無効を申し立てられ、1221年に結婚関係を解消、1223年にダンピエール伯ギヨーム2世と再婚、ギヨーム、ギーら5人の子を儲けた。1244年に姉が子の無いまま没したので、フランドル、エノーを相続した。
しかし、同年にギヨームにフランドルを継がせようとした為、ジャンが反発して紛争を始めてしまった（フランドル継承戦争）。1246年にルイ9世の調停を受けてフランドルはギヨーム、エノーはジャンが相続すると取り決められたが、マルグリットは1247年にギヨームにフランドルを譲ったものの、ジャンにエノーを渡さなかった為に再び戦端が開かれ、1251年のギヨームの死、1253年のギーの敗北を経てジャンが名実共にエノー伯となった。
ところが、1257年にジャンが急死、マルグリットがエノー女伯に復位した（フランドル女伯もギヨームの死に伴い復位）。以後フランドルは1278年にギーに譲り、エノーは1280年のマルグリットの死後に孫のジャンに受け継がれていった。

## 子女
アヴェーヌ領主ブシャール4世との間に以下の3子をもうけた。
- ボードゥアン（1217年 - 1219年）
- ジャン1世（1218年 - 1257年） - エノー伯
- ボードゥアン（1219年 - 1295年） - ボーモン領主、娘ベアトリスはルクセンブルク伯ハインリヒ6世と結婚。

ダンピエール伯ギヨーム2世との間に以下の5子をもうけた。
- ギヨーム（1224年 - 1251年） - フランドル伯
- ジャンヌ（1225年頃 - 1245/6年） - 1239年にルテル伯ユーグ3世と結婚、1243年にバル伯ティボー2世と結婚
- ギー（1226年頃 - 1305年） - フランドル伯
- ジャン（1228年頃 - 1258年） - ダンピエール＝シュル＝ローブ、ソンピュイおよびサン＝ディジエ領主、トロワ子爵
- マリー（1230年頃 - 1302年） - フランヌ女子修道院長（ドゥエー近郊）